# 相生村 (群馬県)
相生村（あいおいむら）は、群馬県の東部、山田郡に属していた村。
現在の桐生市相生町（桐生市第15区・第18区）に相当する。

## 概要
相生の名称は2丁目にある相生の松に由来する。町村制以前の5ヶ村の区域が、それぞれ現在の相生町1-5丁目の区域にほぼ相当する。
- 如来堂村　→　1丁目
- 下新田村　→　2丁目
- 天王宿村　→　3丁目
- 蕪町村　→　4丁目
- 天沼新田　→　5丁目

## 地理
大間々扇状地の扇頂部南東に位置する。村の北西部から南東部へ渡良瀬川が流れる。
- 山岳：富士山
- 河川：渡良瀬川

## 歴史
- 1889年（明治22年）4月1日 - 町村制施行により、如来堂村、下新田村、天王宿村、蕪町村、天沼新田が合併し山田郡相生村が成立する。
- 1911年（明治44年）4月15日 - 足尾鉄道（現：わたらせ渓谷鐵道）、相生駅（現：相老駅）開業する。（下新田連絡所-大間々町駅間開業。）
- 1912年（明治45年）7月1日 - 足尾鉄道、相生駅を相老駅と改称する。
- 1913年（大正2年）3月19日 - 東武鉄道桐生線太田駅-相老駅間開業。広沢村に新桐生駅が開業する。
- 1928年（昭和3年）11月10日 - 上毛電気鉄道富士山下駅が開業する。（中央前橋駅-西桐生駅間開業）
- 1938年（昭和13年）3月10日 - 上毛電気鉄道天王宿駅が開業する。
- 1954年（昭和29年）10月1日 - 梅田村、川内村とともに桐生市へ編入する。桐生市相生町（桐生市第15区）となる。
- 1979年（昭和54年） - 桐生市第15区から相生町1丁目、2丁目の一部が分離し桐生市第18区となる。

## 人口
- 1920年（大正9年）：3,835人
- 1940年（昭和15年）：6,872人

## 名所・旧跡・観光スポット
- 愛宕神社の相生の松

## 教育

### 学校
- 中学校
  - 相生村立相生中学校（現：桐生市立相生中学校）
- 小学校
  - 相生村立相生小学校（現：桐生市立相生小学校）
  - *桐生市立桜木小学校
  - *桐生市立天沼小学校
  - *印は桐生市編入後に創立された学校

### 公民館
- 相生公民館
- 桜木西公民館

## 交通

### 鉄道
- 日本国有鉄道（現：東日本旅客鉄道）
  - ■両毛線　設置駅なし
  - ■足尾線（現：わたらせ渓谷線）　*下新田駅、相老駅、*運動公園駅
  - *印はわたらせ渓谷鐵道転換時に設置された駅
- 東武鉄道
  - ■桐生線　相老駅
- 上毛電気鉄道
  - ■上毛線　富士山下駅、天王宿駅

## 道路
- 一般国道
  - 国道122号
- 県道
  - 群馬県道3号前橋大間々桐生線
  - 群馬県道339号相生停車場線
  - 群馬県道340号如来堂大間々線
  - 群馬県道344号阿左美桐生線